# Underbart, Jeeves!
Underbart, Jeeves! är en roman av P.G. Wodehouse, utgiven i England 1971 med titeln Much Obliged, Jeeves och i USA samma år med titeln Jeeves and the Tie That Binds. Det är den tionde romanen om Bertie Wooster och hans betjänt Jeeves. Den översattes till svenska av Birgitta Hammar och utgavs på Albert Bonniers förlag 1972.

## Handling
Bertie Woosters ungkarlstillvaro är hotad på två fronter. Hans vän, Harold "Ginger" Winship, går mot ett nederlag i fyllnadsvalet i Market Snodsbury, något som inte uppskattas av hans fästmö, Berties ex-dito, Florence Craye, som vid fullbordat faktum kan förväntas åter ta Bertie under övervägande. Även Madeline Bassett, ytterligare ett ex, kan få anledning att se sig om efter en ny kavaljer när hennes fästman Roderick Spode, lord Sidcup, umgås med planer att avsäga sig sin titel för att själv kunna kandidera i valet. I Madelines öron ringer "mrs Spode" inte lika högt som "lady Sidcup", men tanken på Bertie som äkta make är ju gammal och invand.